# Maserati 8CM
La Maserati 8CM, est une automobile sportive de la première moitié des années 1930 développée par le constructeur automobile italien Maserati.
Pilotée par Tazio Nuvolari, elle a remporté le Grand Prix automobile de Belgique 1933. Les deux années suivantes, elle a eu moins de succès ; elle a été remplacée en 1936 par la Maserati 6C-34 et la Maserati Tipo V8RI.